# Millaray (nombre)
Millaray es un nombre propio femenino de origen mapuche. Proviene de la conjunción de los vocablos milla (‘oro’) y ray (‘flor’) flor de oro.

## Personajes célebres
- Millaray Viera (1987-), actriz chilena.[4]